# Тишкевич, Леонид Эдуардович
Леонид Эдуардович Тишкевич (род. 19 января 1960, Гомельская область) — российский военачальник, командующий войсками оперативно-стратегического Командования воздушно-космической обороны (2009—2010), генерал-майор.

## Биография
Родился 19 января 1960 года в деревне Поташня Хойникского района Гомельской области Белорусской ССР (ныне — Республики Беларусь). 
С 1978 года — на военной службе. В 1983 году окончил Минское высшее инженерное зенитное ракетное училище ПВО.
После окончания училища с 1983 года служил на командных должностях в Войсках ПВО страны. Военную карьеру начал с должности начальника расчета зенитного ракетного дивизиона. Проходил службу в Московском округе ПВО, в Заполярье. Окончил Военную командную академию ПВО имени Г. К. Жукова в городе Тверь, а в 2004 году — Военную академию Генерального штаба Вооружённых Сил РФ. 
В 2007—2009 годах — командир 32-го корпуса ПВО (штаб корпуса — в городе Ржев Тверской области) Командования специального назначения (КСпН) ВВС России.
1 июня 2009 года управления КСпН и 1-го корпуса ПВО были переформированы в оперативно-стратегическое командование воздушно-космической обороны (ОСК ВКО).
С июня 2009 по октябрь 2010 года — командующий войсками оперативно-стратегическое командования воздушно-космической обороны (штаб — город Балашиха Московской области).
С 2010 года в запасе.
С сентября 2011 по октябрь 2014 года — исполняющий обязанности главы администрации, а затем глава администрации города Ржева.
В настоящее время — заместитель генерального директора по управлению персоналом АО «ГПТП «Гранит».
Живёт Москве. 
Генерал-майор.

## Награды
- Орден «За военные заслуги» (14.02.2007);
- медали СССР и Российской Федерации.